# Fri kärlek
Fri kärlek är en folkrörelse med en filosofi som accepterar alla former av kärlek. 
Rörelsen började ursprungligen under 1800-talet. Konkret handlade den historiskt om att frigöra den romantiska kärleken, romantiken och sexualiteten från tvånget att behöva gifta sig innan det var möjligt att ha ett fysiskt kärleksförhållande, och att separera statens kontroll från ämnen som äktenskap, födelsekontroll och otrohet.  
Vid 1970- och 1980-talet hade fri kärlek blivit en historisk föregångare till den radikala kritiken av sexualiteten, som noterbart drivits av feminister och HBTQ befrielserörelser.

## Principer
Fri kärlek har traditionellt sett reflekterat en filosofi som eftersträvar individers autonomi i sina mellanmänskliga relationer, befriad från statliga eller kyrkliga interventioner. Doktrinen kring fri kärlek har ibland förespråkat både mäns och kvinnors rätt till sexuell njutning utan att vara underkastade sociala eller juridiska begränsningar eller dess följder.  
Historiskt sett har inte fri kärlek-rörelsen huvudsakligen inriktat sig på en promiskuös livsstil med flera sexuella partners eller kortlivade förbindelser. Snarare har dess huvudfokus legat på friheten att initiera och avsluta sexuella relationer utan att vara bunden av lagens regleringar.
Det var först under 1960- och 1970-talet som termen fri kärlek började associeras med promiskuitet och fick ett fokus på detta i sin tolkning.

### Kopplingar till feminism
Konceptet om fri kärlek har starka förankringar i feminismens historia. Redan i slutet av 1700-talet framförde tongivande feminister som författaren och filosofen Mary Wollstonecraft motargument mot den äktenskapliga institutionen. Hon hävdade att även kvinnor besitter starka sexuella drifter, och att det vore förnedrande och moraliskt förkastligt att hävda något annat.
Även Victoria Woodhull, den första kvinnan att aspirera på posten som USA:s president år 1872, var en stark förespråkare för fri kärlek. För henne innebar detta att individen skulle ha rätten att ingå äktenskap, avsluta äktenskap och föda barn utan statens ingripande eller reglering.
År 1855 beskrev författaren Mary Gove Nichols giftermål som “förintelsen av kvinnan”, och hon skrev om hur kvinnor ansågs vara mäns egendom både enligt lagen och den allmänna opinionen i samhället. Gove Nichols var en av de ledande förespråkarna för kvinnors rättigheter och en framstående gestalt inom fri kärlek-rörelsen under 1800-talet. Hennes självbiografi (Mary Lyndon: Or, Revelations of a life: An Autobiography) från 1860 var ett av de första verken som argumenterade emot äktenskapet ur ett kvinnoperspektiv.
Författaren Joanne Ellen Passet skriver i sin bok Sex Radicals and the Quest for Women’s Equality att under åren 1853–1910 ansågs tillgång till preventivmedel vara en nödvändighet för kvinnors frigörelse. Under en tid då många förespråkare för kvinnors rättigheter undvek kontroversiella ämnen, stod radikalerna fast vid att kvinnor skulle ha rätt att kontrollera sina egna kroppar och öppet kunna diskutera både fysisk och emotionell misshandel inom äktenskapet, samt sexualundervisning. Dessa radikalers filosofi menade att en öppen dialog om kvinnors sexualitet var den mest effektiva strategin för att stärka kvinnors egenmakt.

## Historia

### Rörelsens ursprung
1800-talets rörelse för fri kärlek, vars rötter man ibland kan spåra tillbaka till Josiah Warren och andra experimentella grupper, såg sexuell frihet som ett direkt uttryck av en individs självbestämmanderätt. 
Benjamin Tucker, en framstående libertarian från 1800-talet, delade målen för fri kärlek när det gällde kvinnors rättigheter och förändringar av diskriminerande lagar, såsom äktenskapslagar och anti-preventivmedels åtgärder. Trots detta distanserade han sig från rörelsen på grund av olikheter i åsikter om strategier som skulle användas för att uppnå dessa mål. Medan rörelsen exempelvis kunde använda sig av civil olydnad, förespråkade Warren istället utbildning som en metod.